# Sholem Asch
Sholem Asch o Shalom Asch, pseudonimo di Szalom Asz (in ebraico שלום אַש‎?; Kutno, 1º novembre 1880 – Londra, 10 giugno 1957), è stato uno scrittore, drammaturgo e saggista polacco naturalizzato statunitense.

## Biografia
Nacque a Kutno, nel Voivodato di Łódź (nel centro della Polonia), da Frajda e Moszek Asz, un commerciante di bestiame originario della cittadina di Gąbin. Come i suoi nove fratelli ebbe una tradizionale educazione ebraica, educato sin dall'infanzia agli studi rabbinici.
Dovette poi trasferirsi a Włocławek, città che diede i natali al Nobel Tadeusz Reichstein ed a Marcel Reich-Ranicki, per frequentare il liceo classico e quindi a Varsavia. Al liceo seppe apprezzare soprattutto le opere di Goethe e Schiller in letteratura e di Gotthold Ephraim Lessing in filosofia. A Varsavia conobbe la sua futura moglie Mathilde Shapiro, figlia dello scrittore M. M. Shapiro, e inoltre ebbe luogo di approfondire i propri studi sulla corrente culturale settecentesca dell'Haskalah, che doveva molto alle opere dello stesso Lessing. Forte della propria identità ebraica, scrisse inizialmente proprio in lingua ebraica per poi passare, dietro suggerimento dell'amico Isaac Leib Peretz, anch'egli scrittore, all'Yiddish.
A questo periodo risale la sua opera teatrale Dio della vendetta, andata in scena per la prima volta nel 1907 e poi riproposta con qualche piccolo cambiamento a Broadway nel 1923, riscuotendo un successo di gran lunga maggiore: fu infatti solo allora che fu conosciuta anche in gran parte d'Europa, Italia compresa. La storia era per l'epoca inconcepibile e dissacrante a causa delle tante oscenità alle quali il pubblico doveva assistere: lo sfondo era una casa di tolleranza - esse furono rese illegali in gran parte del Vecchio Continente solo alla fine degli anni quaranta (in Italia nel 1948) - e due personaggi di sesso femminile intrattenevano una relazione omosessuale.
Ebbe la possibilità di visitare la Palestina nel 1908 e gli Stati Uniti nel 1910, decidendo infine di trasferirsi in questi ultimi. Prima di ottenere la cittadinanza americana nel 1920, dovette partire per il fronte quando gli Stati Uniti entrarono nella prima guerra mondiale, risultando determinanti. Nel 1919, a guerra finita, scrisse Kiddush ha-Shem, uno dei primi romanzi storici della letteratura yiddish. Al 1929 risale, invece, il primo libro della sua trilogia Prima dell'inondazione, disponibile in lingua inglese con il titolo Three Cities, sulla vita degli ebrei residenti in Pietroburgo, Varsavia e Mosca.
Nel 1934 scrisse il suo lavoro di maggior successo, il romanzo L'ebreo dei salmi (Der tilim-yid), influenzato dal crescente antisemitismo in Europa, e basato sulla bellezza morale della pietà ebraica, sulla fede, sulla speranza e sulla diffusione dello chassidismo.
Fece quindi ritorno in Polonia, dove gli venne conferita una decorazione dalla Repubblica di Polonia e dove venne eletto presidente onorario dell'Yiddish PEN Club di Varsavia. Poi soggiornò per un lungo periodo in Francia, quindi decise di rivisitare la Palestina nel 1936 e infine nel 1938 tornò in America. Nel 1937 scrisse Bayrn Opgrunt, tradotto in Inglese con il titolo The Precipice (Il Precipizio), la cui storia si svolgeva nella Germania segnata profondamente dall'iperinflazione e dall'umiliazione per le condizioni imposte dal trattato di Versailles del 1919.
Scrisse una seconda trilogia (Il Nazareno, L'Apostolo e Maria) tra il 1939 e il 1949, con la quale, però, urtò la sensibilità dei lettori ebrei più ortodossi a causa dei soggetti presi dal Nuovo Testamento; fu per questo duramente attaccato dal quotidiano ebraico statunitense The Forward (L'Avanti), che non esitò ad accusarlo di voler fare propaganda in favore del Cristianesimo. Nel suo ultimo periodo l'autore auspicò la riconciliazione tra il pensiero ebraico e quello cristiano sottolineando le loro radici storiche e spirituali comuni.
Negli ultimi anni della sua vita fece ritorno in Palestina, trascorrendo i suoi giorni nella città costiera di Bat Yam, poco lontano da Tel Aviv e in sua memoria la sua casa di Bat Yam è stata trasformata in un museo. Tuttavia si spense a Londra.
Suo figlio fu lo scrittore Nathan Asch.

## Traduzioni italiane
L'elenco delle traduzioni italiane segue l'ordine cronologico della prima pubblicazione. Va sottolineato che quasi tutte le traduzioni in italiano non sono traduzioni dall'originale in yiddish ma sono traduzioni delle traduzioni inglesi o tedesche.
- I. L. Perez e S. Asch, Novelle ebraiche, traduzione di Lina Lattes e Mosè Beilinson; Firenze : La Voce, 1921.
- La piccola città, traduzione di Lina Lattes, Roma : Stock, 1926; tit. orig. A shtetl, 1904.
- La sedia elettrica, traduzione di Angelo Treves, Milano : Monanni, 1929; poi Milano : Bietti, 1934; tit orig. Elektrik tsher, 1923.
- Il diluvio (Pietroburgo – Varsavia – Mosca), traduzione di Angelo Treves, Milano : Bompiani, 1936 (1. ed), 1937 (2. ed), 1944 (3. ed.), 1944 (4. ed), 1946 (5. ed); tit orig. Farn mabl.
  - Pietroburgo, traduzione di Angelo Treves, Milano : Bompiani, 1935 (1. ed), 1937 (2. ed); poi Mondadori, 1958; tit orig. Peterburg, 1929.
  - Varsavia, traduzione di Angelo Treves, Milano : Bompiani, 1936 (1. ed), 1937 (2. ed); poi Milano : Mondadori, 1958; tit orig. Varshe, 1930.
  - Mosca, traduzione di Angelo Treves, Milano : Bompiani, 1936 (1. ed), 1937 (2. ed); poi Milano: Mondadori, 1958; tit orig. Moskve, 1931.
- Il nazareno, traduzione di Laura Lampredi Geranzani, Milano : Dall'Oglio, 1947; traduzione di Simone Perugini, Roma : Castelvecchi, 2013; tit orig. Der man fun natseres, 1943.
- Moltke il ladro, traduzione di Angelo Treves, Milano : Garzanti, 1944 (1. ed), 1949 (2. ed); tit orig. Motke ganev, 1917.
- Lo zio Mosè, traduzione di Angelo Treves, Milano : Bompiani, 1945; traduzione di Daniela Leoni, Genova : Marietti, 1990; tit orig. Onkel mozes, 1918.
- La vendetta dell'ebreo, traduzione di Riccardo Curiel, Roma : Ed. Fauno, 1946.
- Quarantottesima strada, traduzione di Beatrice Boffito Serra, Milano : Bompiani, 1948; tit orig. Ist river, 1946.
- Il canto della valle, traduzione di Vincenzo Loriga, Milano : Mondadori, 1949; tit orig. Dos gezang fun tol, 1938.
- Non giudicare, traduzione di Lionella Calcaterra, Milano : Bompiani, 1949; tit orig. Toyt urteyl, 1926.
- L'apostolo, traduzione di Luigi Castigliano, Milano : Garzanti, 1950; traduzione di Simone Perugini, Roma : Castelvecchi, 2013; tit orig. The Apostle (in inglese), 1943.
- Salvazione, traduzione di Natalia Bavastro, Milano : Garzanti, 1950; tit orig. Der tilim yid, 1934.
- La madre, traduzione di Fanny Veglianti, Milano : Bompiani, 1956; tit orig. Di muter, 1919.
- Il Dio della vendetta, traduzione di Sigrid Sohn, Torino : Free ebrei, 2019; tit orig. Got fun nekome, 1907.